# (2302) Florya
(2302) Florya est un astéroïde de la ceinture principale.

## Description
(2302) Florya est un astéroïde de la ceinture principale. Il fut découvert le 2 octobre 1972 à Naoutchnyï par N. E. Kurochkin (it). Il présente une orbite caractérisée par un demi-grand axe de 2,65 UA, une excentricité de 0,20 et une inclinaison de 12,1° par rapport à l'écliptique.

## Compléments